# Московская декларация (2022)
Московская декларация — декларация о союзническом взаимодействии между Азербайджанской Республикой и Российской Федерацией. Подписана президентом Азербайджана Ильхамом Алиевым и президентом России Владимиром Путиным в городе Москве 22 февраля 2022 года. Декларация охватывает важнейшие сферы взаимодействия между государствами. 
Документ приурочен к 30-летию установления дипломатических отношений между Азербайджаном и Россией и выводит отношения между двумя странами на новый уровень.
Подписание декларации совпало с событиями вокруг Украины. Так, в день прибытия Алиева в Москву, за день до подписания документа, президент России сначала провёл заседание Совета Безопасности, а затем в обращении к народу огласил своё решение признать Донецкую и Луганскую народные республики. А через два дня началось вторжение России на Украину. По словам Ильхама Алиева, совпадение по времени является случайным, а дата подписания была согласована задолго до событий на Украине.

## Содержание документа

### Взаимное уважение независимости
Первый и второй пункты декларации прописывают взаимное уважение независимости, суверенитета, территориальной целостности и нерушимости государственных границ двух стран, а также равноправие и невмешательство во внутренние дела друг друга. По словам азербайджанского политолога Расима Мусабекова, эти два пункта являются наиболее значимыми в декларации. Таким образом, документ обязывает обе страны признавать территориальную целостность друг друга. Для Баку это означает, что Москва считает Нагорный Карабах территорией Азербайджана. Ранее Россия об этом официально не заявляла.
Азербайджанский эксперт по международному праву Камал Макили-Алиев отмечает, что Россия никогда официально и явно не подтверждала на высшем уровне признание территориальной целостности Азербайджана — ни при каких обстоятельствах, даже в многосторонних контекстах. Именно этим, по словам Макили-Алиева, важна эта декларация.

### Экономическое сотрудничество
В декларации говорится, что Россия и Азербайджан будут воздерживаться от осуществления любой экономической деятельности, которая прямо или косвенно наносит ущерб интересам другой стороны. Стороны заявили, что будут и дальше развивать экономические связи между  предприятиями металлургии, нефтегазового и тяжелого машиностроения, авиационной, автомобильной, химической, фармацевтической и легкой промышленности, сельскохозяйственного, строительно-дорожного и пищевого машиностроения.
Декларация также предусматривает использование национальных валют во взаимных расчётах, сопряжению платежных систем, включая совместное обслуживание банковских карт, а также развитию прямых корреспондентских отношений между банками двух стран. Также стороны рассмотрят возможности развития взаимовыгодного сотрудничества в области мирного использования атомной энергии.

### Военно-политическое сотрудничество
В числе прочего, Россия и Азербайджан договорились о предоставлении друг другу военной помощи, о безотлагательных консультациях в случае возникновения «угрозы миру» или интересам безопасности одной из сторон. Так, в декларации говорится:
В целях обеспечения безопасности, поддержания мира и стабильности Российская Федерация и Азербайджанская Республика могут рассмотреть возможность предоставления друг другу военной помощи на основании Устава ООН, отдельных международных договоров и с учетом существующих международно-правовых обязательств каждой из сторон.
Также президенты двух стран договорились воздерживаться от любых действий, наносящих, по мнению одной из сторон, ущерб стратегическому партнерству и союзническим отношениям двух государств. Согласно тексту декларации, в этих целях создаётся «постоянно действующий механизм консультаций по линии министерств иностранных дел двух стран». При этом в декларации отмечается, что позиции двух стран по актуальным международным проблемам «одинаковые или близкие».

### Сотрудничество в культурной, научной и гуманитарной сферах
В декларацию в числе прочего были включены пункты о популяризации диаспорских организаций, гуманитарной, культурно-художественной, образовательной, научной, туристической, спортивной и других сфер деятельности. Так, пункт № 40 обязывает обе страны «обеспечивать защиту, сохранение и развитие исторического, культурного и религиозного наследия, а также этнической, языковой и культурной самобытности проживающих на территориях Сторон национальных меньшинств, создавать условия для активного участия их представителей в общественно-политической, культурной и социально-экономической жизни в соответствии с национальным законодательством».

## Реакция

### В Азербайджане
Данную декларацию азербайджанский политолог, специалист по межнациональным отношениям Расим Мусабеков характеризует как «перестраховочную» для Азербайджана, так как большинство отмеченных в документе пунктов уже были оговорены в ранее подписанных азербайджано-российских документах различного уровня. По словам Мусабекова, из первого и второго пунктов документа следует, что Азербайджан не обязан встраиваться в фарватер внешнеполитического курса России. Мусабеков сравнил данную декларацию с подписанной между Азербайджаном и Турцией 15 июня 2021 года Шушинской декларацией о союзнических отношениях.
Азербайджанский политолог Ризван Гусейнов считает, что данная декларация должна в первую очередь сгладить острые углы, появившиеся в связи с некоторыми вопросами по поводу деятельности российской миротворческой миссии в Нагорном Карабахе. Декларация, по словам Гусейнова, должна заполнить тему взаимодействия России и Азербайджана по полному урегулированию Карабахского конфликта в том числе конкретными экономическими проектами. В качестве примера эксперт привел железную дорогу из Нахичевани в Баку, которая пройдет через Сюникскую область Армении.
Проживающий в Великобритании азербайджанский аналитик Фуад Шахбаз считает, что подписание декларации накануне вторжения России на Украину не было простым совпадением и, вероятно, должно было гарантировать, что Азербайджан не присоединится к какой-нибудь антироссийской кампании Запада.
Лидер оппозиционной партии Народный фронт Азербайджана Али Керимли в свою очередь заявил, что согласно седьмому пункту декларации, одна из сторон может самостоятельно решить, что какие-то действия второй стороны «наносят ущерб союзническим отношениям». По мнению Керимли, этой решающей стороной будет Россия, и тогда Азербайджан должен будет воздержаться от таких действий. Таким образом, Керимли считает, что этим пунктом Азербайджан дал России полномочия контролировать все его действия.

### В Армении
По словам пресс-секретаря МИД Армении Ваана Унаняна, подписание декларации о союзническом взаимодействии между Москвой и Баку может создать дополнительные возможности для реализации трехсторонних заявлений лидеров России, Армении и Азербайджана, а также поспособствует «всеобъемлющему урегулированию Карабахского конфликта под эгидой Минской группы ОБСЕ».
Оппозиционная Республиканская партия Армении заявила, что российско-азербайджанская декларация — это «очередное подтверждение необходимости скорейшей отставки действующего режима», считая, что ошибочная внешняя политика властей привела к непониманию взаимных позиций с со стратегическим союзником — Россией и ослаблению дипломатических позиций Армении.

### В России
По словам официального представителя МИД РФ Марии Захаровой, декларация о союзническом взаимодействии России и Азербайджана укрепляет региональную безопасность в Закавказье. Захарова также напомнила, что в самом документе содержится пассаж о том, что стороны будут всемерно содействовать усилиям по реализации положений трёхсторонних договорённостей России, Азербайджана и Армении.
Российский военный эксперт Игорь Коротченко считает, что эта декларация подтвердила незыблемость территориальной целостности и суверенитета Азербайджана. Подписание декларации эксперт назвал «чрезвычайно важным политическим событием», а сам документ — стратегическим. По словам Коротченко, Московская декларация будет определять развитие отношений между Россией и Азербайджаном в ближайшие десятилетия.